# Albín Mašek
Albín Mašek (* 10. Oktober 1804 in Prag; † 24. April 1878 ebenda) war ein tschechischer Komponist.
Mašek studierte am Konservatorium Prag und folgte seinem Vater Vincenc Mašek nach dessen Tod 1831 im Amt als Kirchenkapellmeister nach. Er verfasste zahlreiche kirchenmusikalische Werke, darunter Messen, Proprien und Orgelstücke.